# Scintilla d'anima
Scintilla d'anima è un singolo di Annalisa Minetti pubblicato nel 2007.
La canzone è dedicata al suo primogenito, Fabio Massimiliano, che nascerà il 3 gennaio 2008; avuto dal suo primo marito Gennaro Esposito.
Scintilla d'anima è scritta per il testo da Pierfrancesco Tarantino e per la musica da Barbara Schera Vanoli.

## Tracce
1. Scintilla d'anima – 4:27 (testo: Pierfrancesco Tarantino – musica: Barbara Schera Vanoli)